# دانييل جونسون (سياسي)
دانييل جونسون (بالإنجليزية: Daniel Johnson Sr.)‏ (و. 1915 – 1968 م) هو سياسي كندي، توفي في كيبك، عن عمر يناهز 53 عاماً، بسبب نوبة قلبية.

## مناصب
تولى منصب Premier of Quebec ‏ (16 يونيو 1966–26 سبتمبر 1968)
- عضو الجمعية الوطنية في كيبك  [لغات أخرى]‏ (18 ديسمبر 1946–26 سبتمبر 1968)..

## التعليم
تعلم في جامعة مونتريال.